# Persectania
Persectania is een geslacht van vlinders van de familie uilen (Noctuidae), uit de onderfamilie Hadeninae.

## Soorten
- P. aulasias Meyrick, 1887
- P. aversa Walker, 1856
- P. basifascia Hampson, 1913
- P. dyscrita Common, 1954
- P. ewingii Westwood, 1837